# Anne Sofie
 Der er for få eller ingen kildehenvisninger i denne artikel, hvilket er et problem. Du kan hjælpe ved at angive troværdige kilder til de påstande, som fremføres i artiklen.

Anne Sofie er et pigenavn. Navnet kommer fra det spanske, hvor det i 1568 blev navnet givet til en spansk grevinde.
Anne Sofie betyder visdom, smuk og velbehag. Navnet er blevet moderne igen i 1993-1997.